# Dreidel

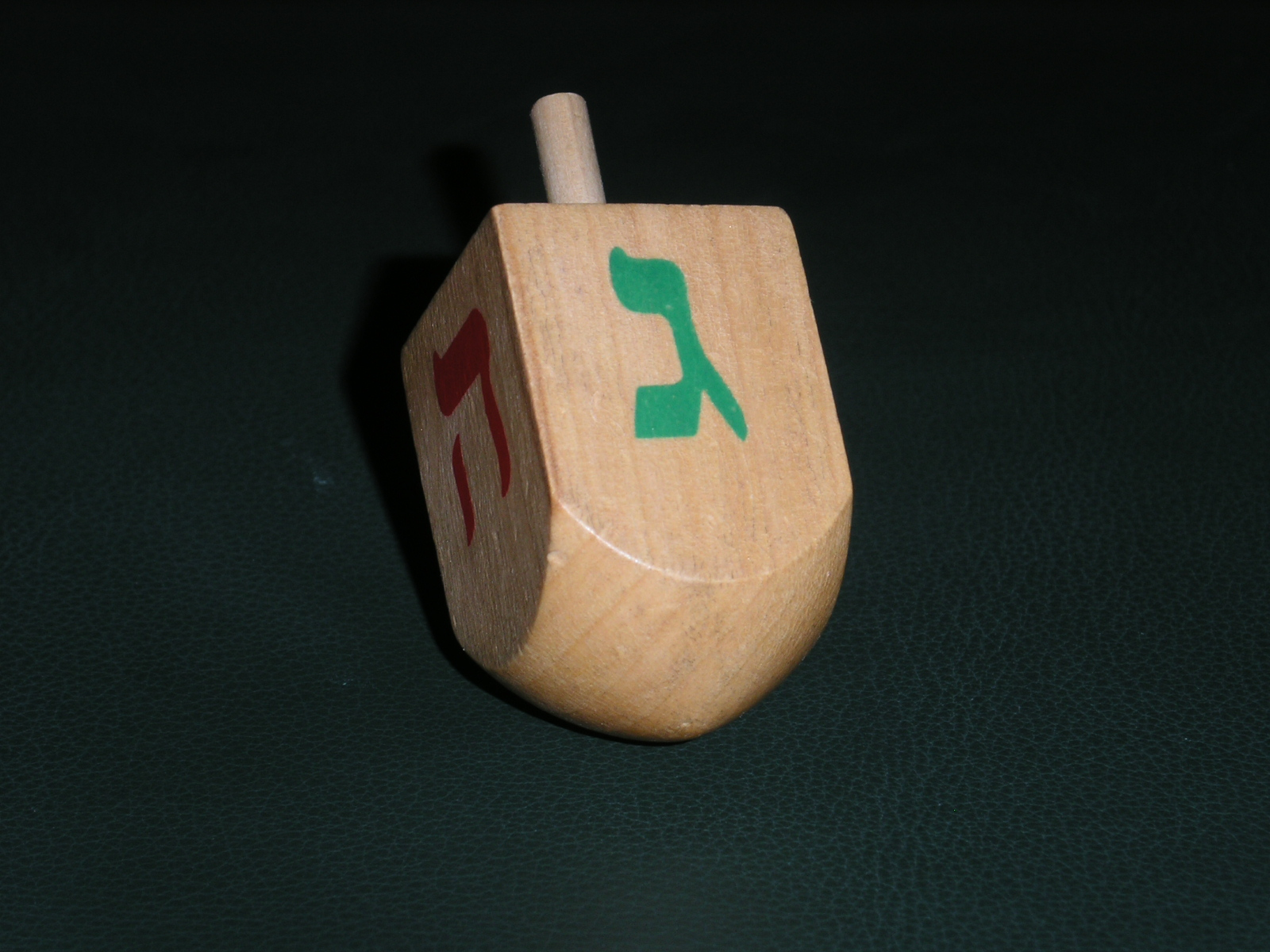
Un dreidel de lemn

Un dreidel (idiș: דריידל dreydl plural: dreydlekh, ebraică: סביבון sevivon) este un titirez cu patru laturi, care se joaca în timpul sărbătorii evreiești Hanuka. Dreidel este o variantă evreiască de sfârlează, o jucărie ca si jocurile de noroc găsit în multe culturi europene.
Fiecare parte a dreidel poartă o literă a alfabetului ebraic: נ (Nun), ג (Gimel), ה (He), ש (Shin), care împreună formează acronimul pentru "נס גדול היה שם" (Nes Gadol Hayah Sham - "un mare miracol s-a întâmplat acolo"). Aceste litere au fost inițial un mnemonic pentru regulile unui joc de noroc jucat cu un dreidel: Nun reprezintă cuvântul idiș nisht ("nimic"), He reprezintă jumătatea", Gimel pentru Gants ("toate"), și Shin pentru Ayn shtel ("pus în"). În Israel, a patra latură a majorității dreidelurilor este inscripționată cu litera פ (Pei) în schimb, făcând acronimul, נס גדול היה פה, nsa Gadol hayah Poh- "Un mare miracol s-a întâmplat aici", referindu-se la minunea care a avut loc în Israel. Unele magazine în cartierele Haredim vand dreidele ש .